# Gloster Javelin
Gloster Javelin – brytyjski dwumiejscowy poddźwiękowy myśliwiec przechwytujący przystosowany do działań w każdych warunkach pogodowych, z przełomu lat 50. i 60. XX wieku. Służył jedynie w lotnictwie brytyjskim Royal Air Force, przez 12 lat, w latach 1956-1968. Zbudowano 428 samolotów, w dziewięciu wersjach.

## Historia powstania
Na początku 1947 roku brytyjskie Ministerstwo Lotnictwa wydało specyfikacje na skonstruowanie nowego dziennego myśliwca przechwytującego o wysokich osiągach (F.43/46) i myśliwca nocnego (F.44/46). Wśród firm, które podjęły prace konstrukcyjne, był Gloster (producent pierwszego brytyjskiego myśliwca odrzutowego Gloster Meteor). Początkowo firma ta skoncentrowała się na dziennym myśliwcu przechwytującym, proponując projekt samolotu P.234 w nowym wówczas układzie delta, którego głównym projektantem był Richard Walker. Projekt został uznany za obiecujący i wybrano go do dalszych prac. Zmieniające się wymagania spowodowały opracowanie dalszych projektów P.248 i P.250, w końcu P.259, który wprowadził układ dwumiejscowy i przewidywane uzbrojenie w pociski kierowane. Na myśliwiec nocny Gloster początkowo zaproponował projekt P.228 wywodzący się z Meteora, który jednak nie zyskał uznania. W styczniu 1948 roku Ministerstwo Lotnictwa zdecydowało wybrać jako myśliwiec dzienny samolot zakładów Hawker (późniejszy Hawker Hunter), a samolot Glostera rozpatrzyć pod kątem wymagań na myśliwiec nocny. Dalej rozwijany projekt Glostera, według zmienionej specyfikacji na myśliwiec nocny F.4/48, nosił oznaczenia P.272, P.276 i ostatecznie P.280. Konkurował on o zamówienie z samolotem DH.110 (późniejszy Sea Vixen), który początkowo był preferowaną konstrukcją, lecz ostatecznie zamówiło go tylko lotnictwo marynarki. Budowę prototypów zamówiono w kwietniu 1949 roku. 

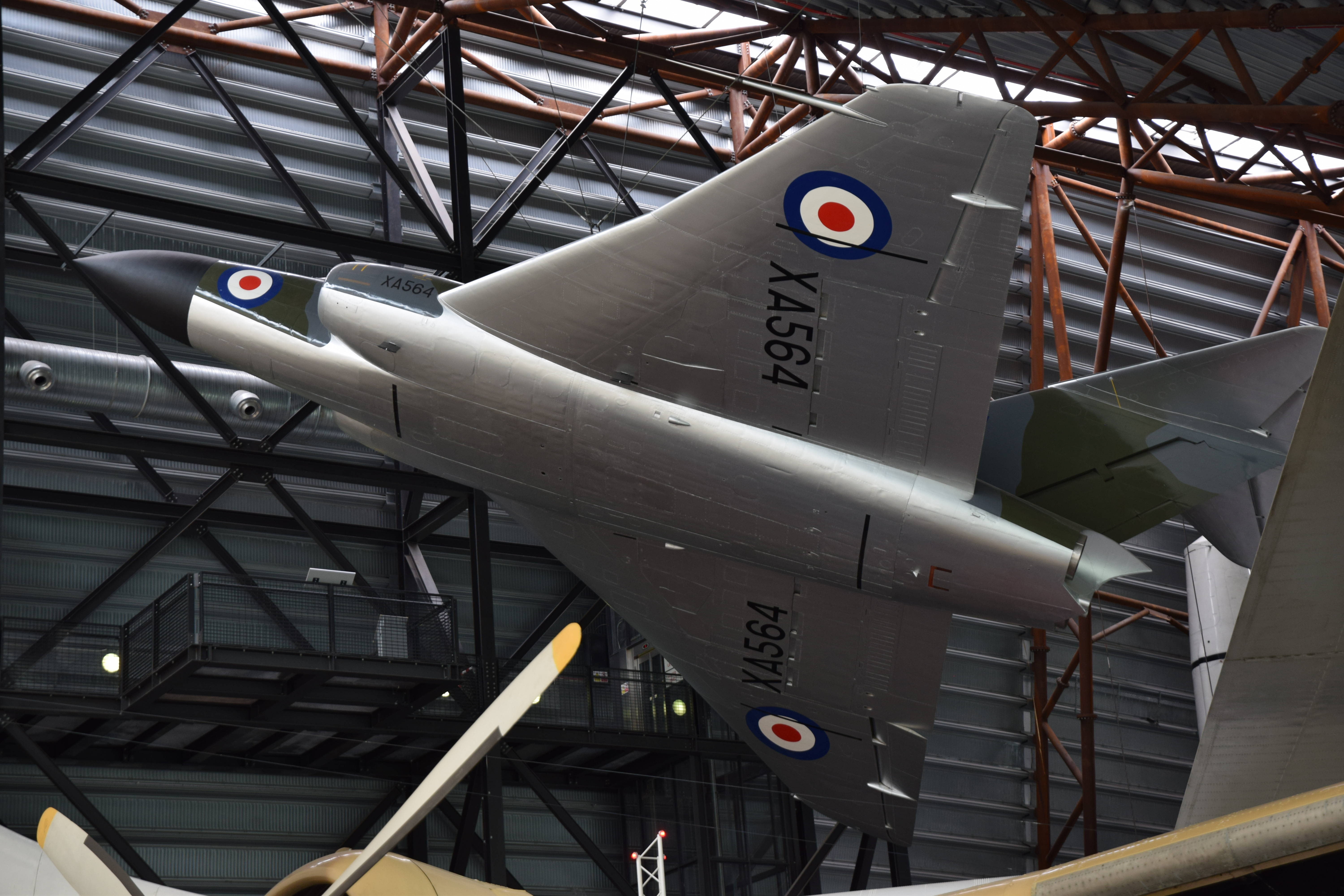
Javelin FAW.1 – widok od dołu, RAF Museum Cosford

Pierwszy prototyp samolotu o oznaczeniu fabrycznym Gloster G.A.5 (numer seryjny WD804) oblatano 26 listopada 1951 roku. Został on jednak zniszczony 29 czerwca 1952 roku przy awaryjnym lądowaniu (pilot Bill Waterton otrzymał za lądowanie i uratowanie tym samym aparatury pomiarowej Medal Jerzego). 7 czerwca 1952 roku, jeszcze przed zbudowaniem dalszych prototypów, lotnictwo brytyjskie zamówiło pierwsze 200 samolotów, które otrzymały nazwę Javelin (pol. oszczep). Drugi prototyp WD808, oblatany 20 sierpnia 1952 roku, rozbił się jednak wraz z pilotem 11 czerwca 1953 roku. Przyczyną było przeciągnięcie przy dużym kącie natarcia, gdy ster wysokości znalazł się w cieniu aerodynamicznym skrzydła (było to cechą charakterystyczną przyjętego układu płatowca, ze sterem wysokości umieszczonym w układzie T na szczycie statecznika, i dalsze badania w locie skupiały się między innymi na zapobieganiu ryzyka takich sytuacji). Zbudowano ogółem 6 prototypów wersji myśliwskiej. W nocy z 4 na 5 lipca 1954 roku Javelin przekroczył prędkość dźwięku w płytkim locie nurkowym nad Londynem, demonstrując możliwości konstrukcji i wywołując grom dźwiękowy (samolot nie był mimo to zdolny do przekraczania prędkości dźwięku w locie poziomym).
Proponowanym rozwinięciem samolotu był ponaddźwiękowy P.356 Gloster G.A.6 Thin Wing Javelin (Javelin o cienkich skrzydłach) z 1953 roku, następnie P.376 z roku 1955, który miał rozwijać prędkość Ma 1,82. Pomimo zamówienia prototypu w 1954 roku i serii próbnej 18 sztuk, program został 31 maja 1956 roku anulowany przed ukończeniem prototypu, z powodu mimo wszystko niewystarczających osiągów do przechwytywania perspektywicznych bombowców o prędkości ponad Ma 2, oraz istnienia bardziej zaawansowanego programu kanadyjskiego Avro Canada CF-105 Arrow (ostatecznie również anulowanego).

## Produkcja

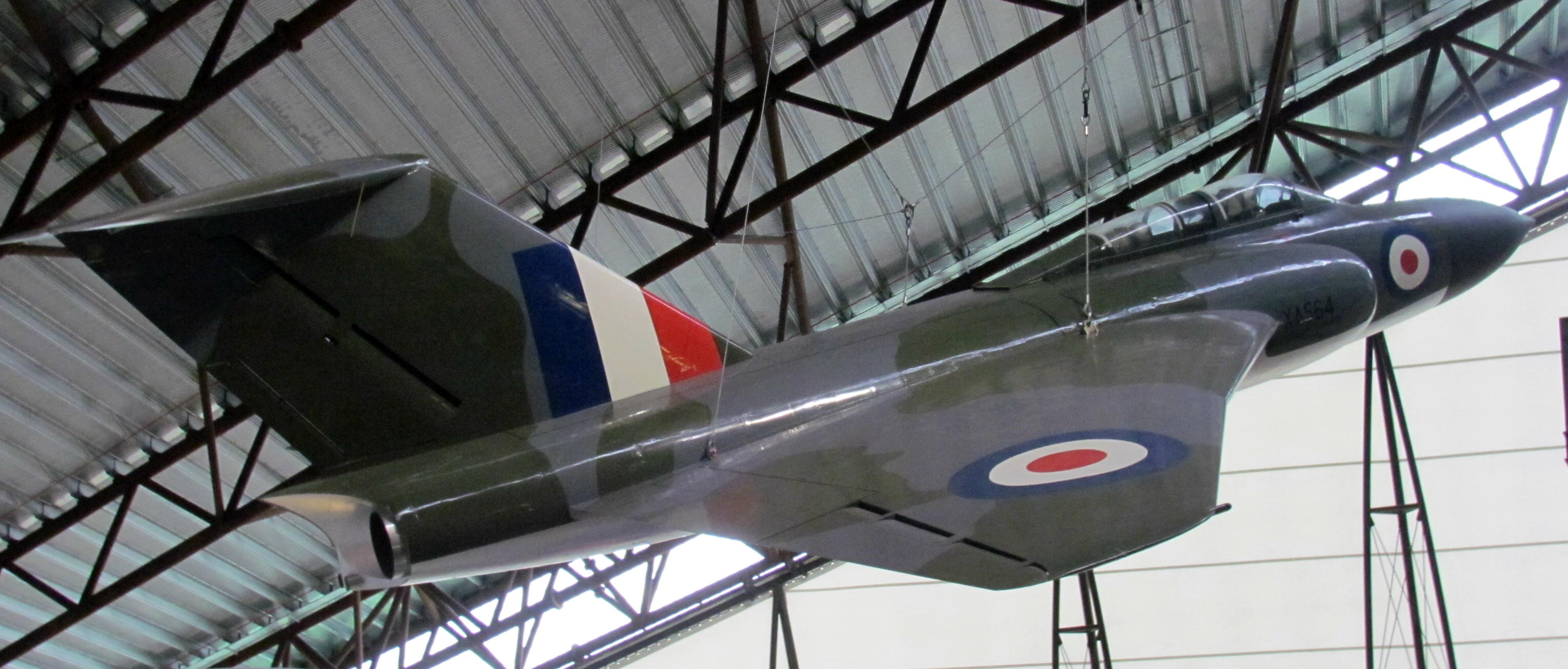
Javelin FAW.1 w RAF Museum Cosford

Pierwszą wersją był Javelin FAW Mk 1 (w skrócie FAW.1, od Fighter All Weather – myśliwiec dla każdej pogody, model 1). Napęd stanowiły dwa silniki Armstrong Siddeley Sapphire Sa.6 o ciągu 36,9 kN; samolot posiadał radar AI.17 (AI Mk 17) w nosie kadłuba. Wyprodukowano ich 40 w fabryce Glostera w Hucclecote, pierwszy seryjny oblatano 22 lipca 1954 roku. Samoloty tej wersji weszły do służby w jednostkach operacyjnych od lutego 1956 roku, lecz ponad połowę przeznaczono przed tym do dalszych testów i prób w locie. 

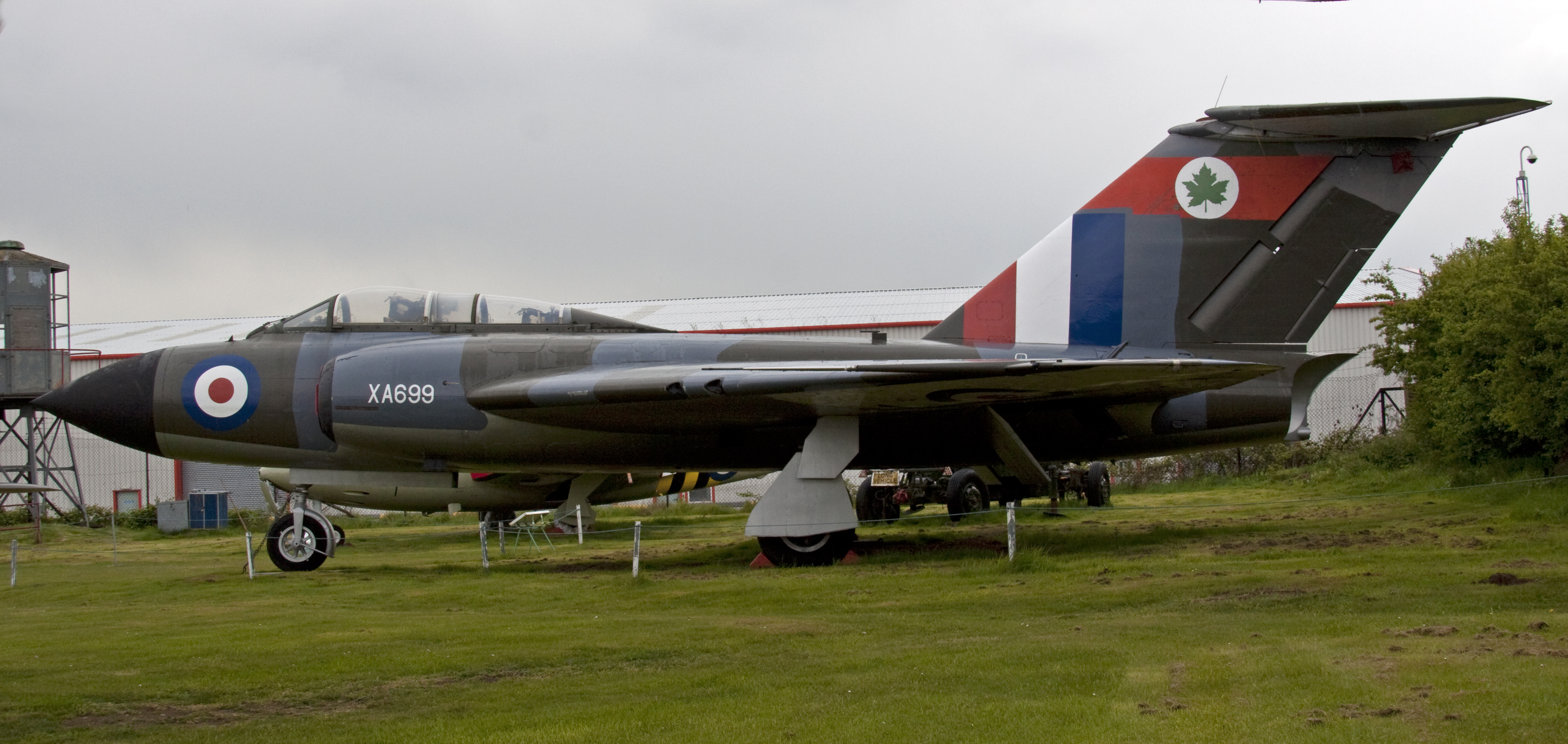
Javelin FAW.5 w Midland Air Museum

Kolejną chronologicznie wyprodukowaną wersją była FAW Mk 4, w której główną zmianą było zastosowanie płytowych sterów wysokości, polepszających manewrowość na dużych prędkościach. Pierwszy samolot oblatano 19 września 1955 roku, lecz produkcja seryjna ruszyła dopiero w kolejnym roku, a do służby weszły one od lutego 1957 roku. Wyprodukowano 50 samolotów w zakładach Glostera i Armstrong Whitworth w Baginton (należących do tej samej grupy Hawker Siddeley). Następna wersja FAW Mk 5 różniła się zwiększoną o 568 l pojemnością skrzydłowych zbiorników paliwa. Zbudowano ich 64 w zakładach Gloster i Armstrong Whitworth (pierwszy lot 26 lipca 1956 roku) i weszły do służby od maja 1957 roku. 
Drugą pod względem numeracji wersją była FAW Mk 2, różniąca się zastosowaniem radaru AI.22 (amerykański APQ-43), z osłoną o nieco większej średnicy. Jej prototypem był szósty prototyp samolotu, oblatany 31 października 1955 roku. Wyprodukowano 30 samolotów w fabryce Glostera (pierwszy lot 25 kwietnia 1956 roku), które weszły do służby od maja 1957 roku. Pierwsze z nich miały jeszcze usterzenie, jak FAW.1, a późniejsze usterzenie płytowe. Kolejna wersja FAW Mk 6 stanowiła połączenie cech modeli Mk 2 i Mk 5, posiadając radar AI.22 i zwiększone zbiorniki paliwa. Pierwszy samolot oblatano 15 stycznia 1957 roku; wyprodukowano ich 33 w zakładach Gloster, a weszły do służby od października 1957 roku.

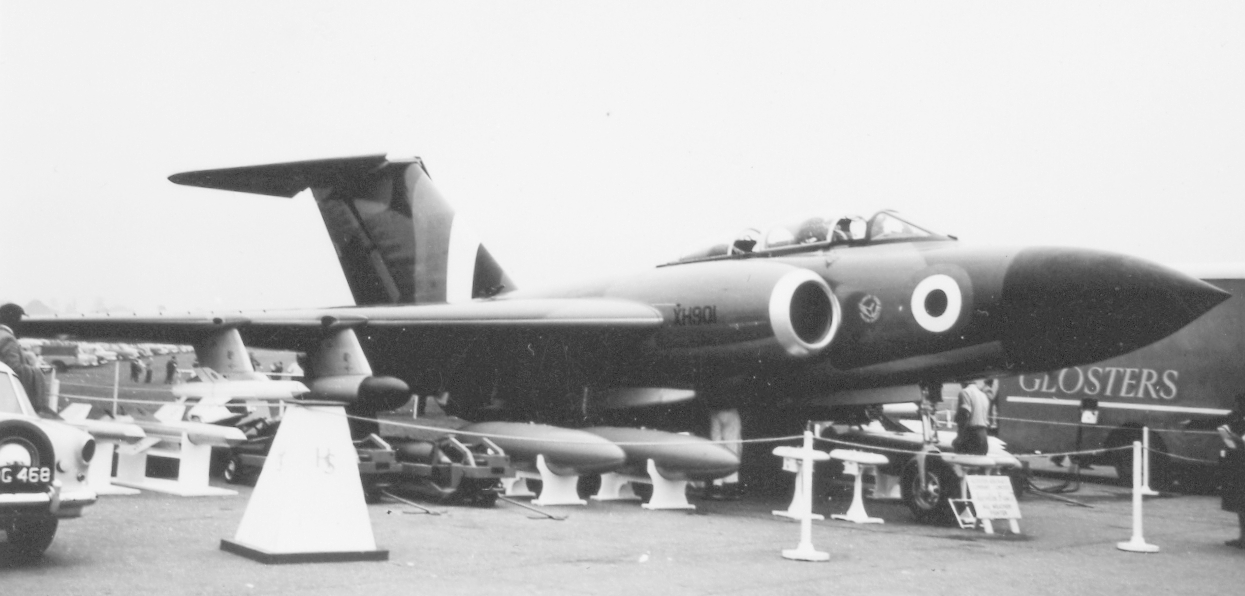
Javelin FAW.7 na salonie Farnborough, 1958

W najliczniejszej wersji FAW Mk 7 wprowadzono mocniejsze silniki Sapphire Sa.7 o ciągu 48,9 kN. Miała ona nieco wydłużony kadłub za dyszami silników w celu zmniejszenia oporu aerodynamicznego. Zachowano przy tym starszy radar AI.17. Była to pierwsza wersja przenosząca cztery pociski rakietowe Firestreak samonaprowadzane na podczerwień, zamiast których można było podwiesić dodatkowe zbiorniki paliwa po 455 l (100 gal). Pierwszy lot miał miejsce 9 listopada 1956 roku, ale weszły one na wyposażenie jednostek operacyjnych dopiero w lipcu 1958 roku, a same pociski weszły do użytku dopiero od 1960 roku. Wyprodukowano ich 142 w zakładach Gloster i Armstrong Whitworth.
W ostatniej wersji produkcyjnej FAW Mk 8 zastosowano silniki Sa.7R, dysponujące dopalaniem na większych wysokościach (maksymalny ciąg 54,7 kN). Posiadała ona radar AI.22, jak FAW.6, i pociski Firestreak. Wprowadzono też pewne ulepszenia aerodynamiki płatowca. Wyprodukowano ich 47 w zakładach Gloster do 1960 roku (pierwszy lot 9 maja 1958 roku; zamówienie na dalsze 13 anulowano). Wersji tej używano od listopada 1959 roku.

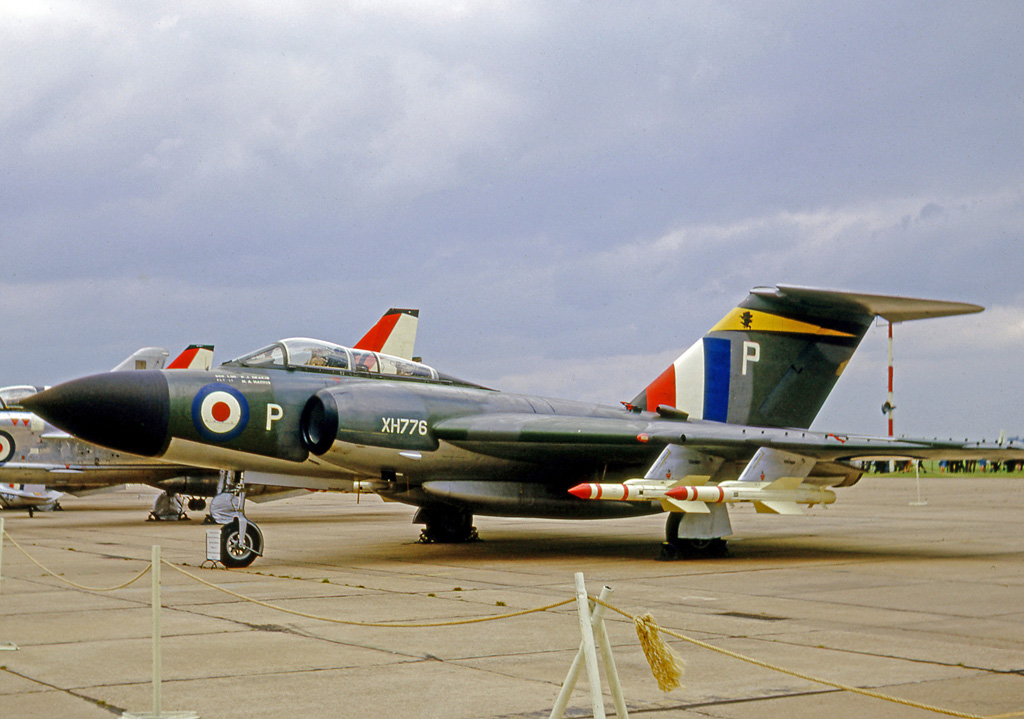
Javelin FAW.9 w 1965 z podwieszonymi pociskami Firestreak

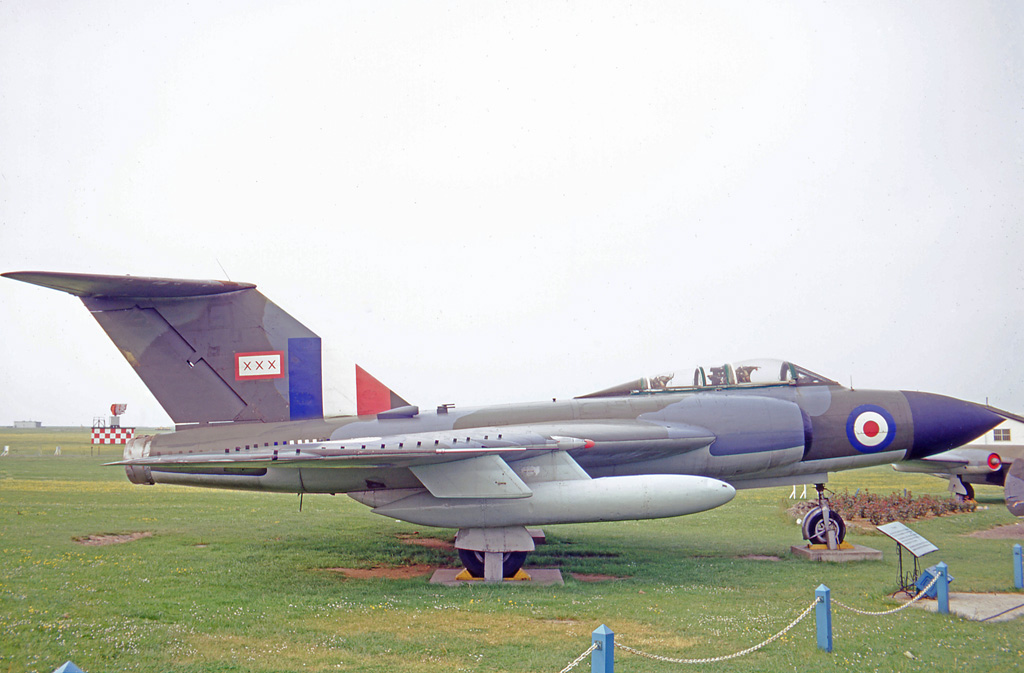
Javelin FAW.9 w 1971 (widoczne wydłużone dysze dopalaczy)

Ostatnią wersją była FAW Mk 9, która powstała przez modernizację 116 samolotów Mk 7 z zastosowaniem silników Sa.7R i ulepszeń aerodynamicznych płatowca, przy zachowaniu radaru AI.17. Do jednostek zaczęły wchodzić od grudnia 1959 roku, a modernizację ostatnich ukończono w grudniu 1961 roku.

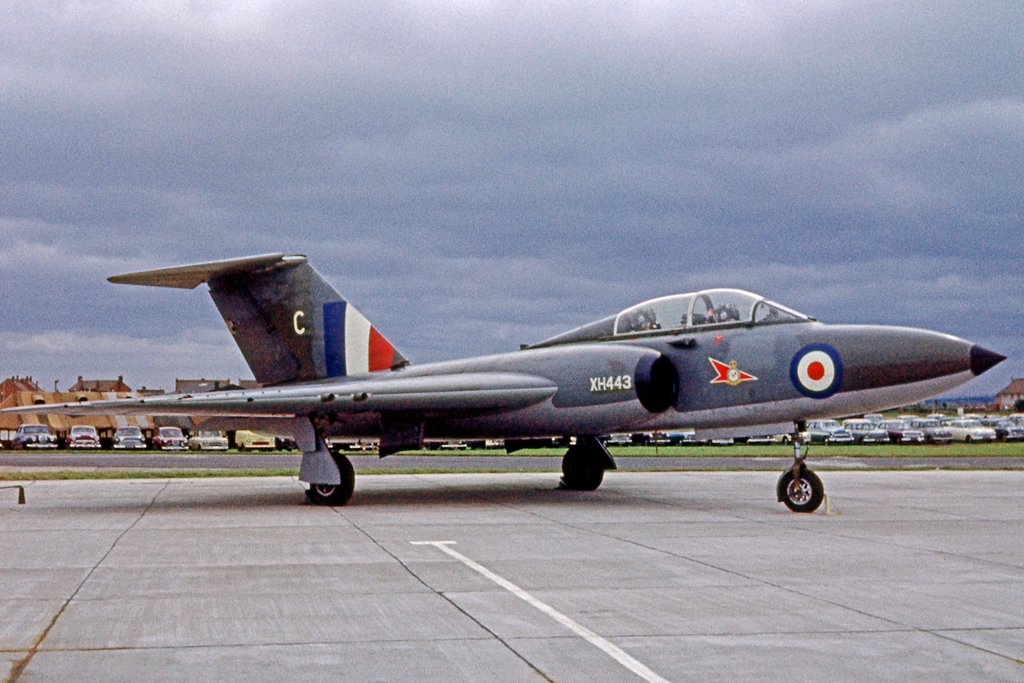
Javelin T.3 w 1963

Oprócz wersji myśliwskich, powstała wersja treningowa T Mk 3, której prototyp oblatano 20 sierpnia 1956 roku. Posiadała silniki Sa.6 i usterzenie płytowe. Zastosowano w niej powiększoną tylną kabinę i wydłużony o 1,12 m kadłub. Wersja ta nie miała radaru, natomiast zachowano działka. Zbudowano 22 samoloty (pierwszy lot 6 stycznia 1958 roku).
Łącznie zbudowano 428 samolotów seryjnych i 7 prototypów.

## Służba

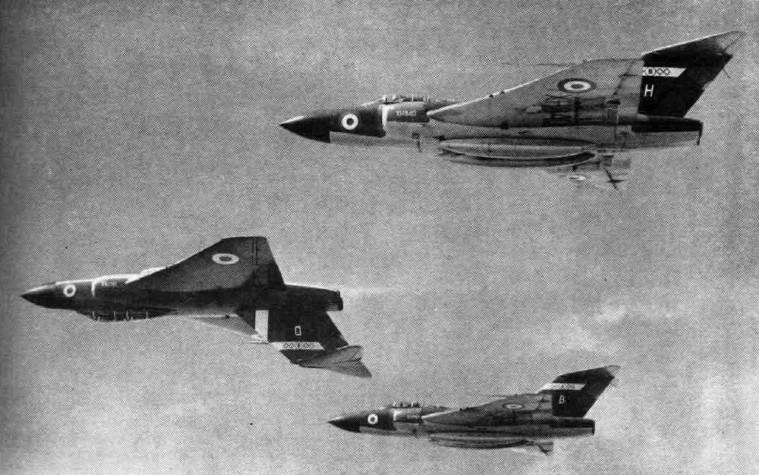
Akrobacja w wykonaniu Javelinów FAW.7 z 64. Dywizjonu RAF w 1959

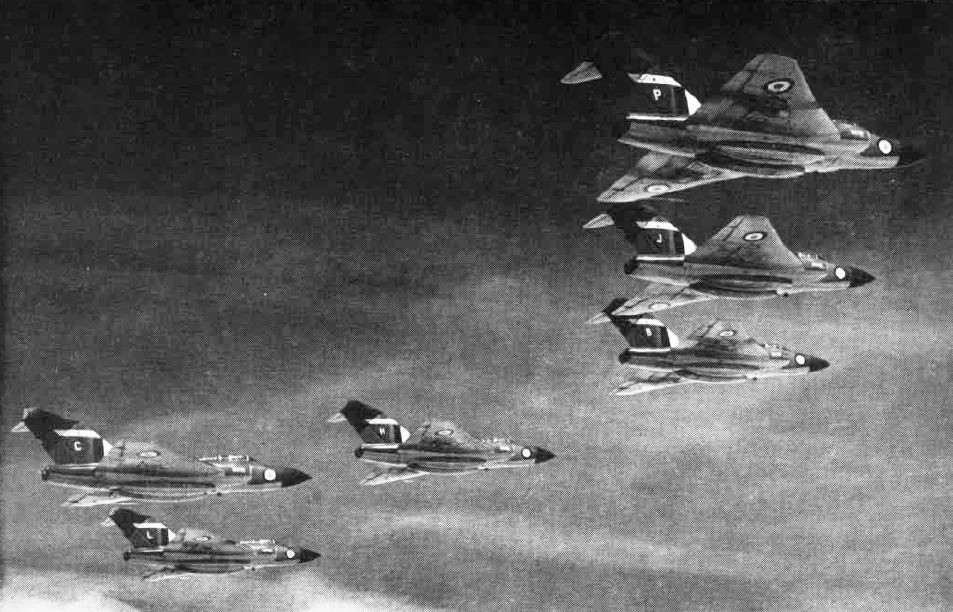
Formacja Javelinów FAW.7 z 64. Dywizjonu RAF w 1959

W czasie prób prototypy wykazały tyle nieznanych wcześniej właściwości, że 21 samolotów produkcyjnych pierwszego modelu zostało użytych do intensywnych prób w locie lub innych programów doświadczalnych. Nałożono też na nie ograniczenia eksploatacyjne w zakresie prędkości i figur pilotażu. Samoloty Javelin pierwszy raz użyte zostały podczas ćwiczeń w październiku 1955 roku, jeszcze przed dopuszczeniem do służby (przechwyciły wówczas bombowiec Canberra). Wprowadzenie ich do jednostek stało się możliwe dopiero w lutym 1956 roku, poczynając od 46 Dywizjonu w Odiham, a następnie 87. Dywizjonu w Brüggen w Niemczech Zachodnich (sierpień 1956 r.). Dalsze dostawy do dywizjonów miały miejsce od 1957 roku. Ogółem samolotów różnych wersji używało 19 dywizjonów RAF: 3., 5., 11., 23., 25., 29., 33., 41., 46., 60., 64., 72., 85., 87., 89., 96., 141., 151.. Z tego, dywizjony 3., 5., 11., 87. i 96. bazowały na stałe w RFN. Używały ich też jednostki doświadczalne i jednostka konwersji operacyjnej 228 OCU (Operational Conversion Unit).
Od 1960 roku około 40 samolotów oznaczonych jako FAW Mk 9(F/R) (od: flight refuelling) wyposażono w długą demontowalną sondę do tankowania w powietrzu, z prawej strony kabiny, która ograniczała prędkość do 834 km/h, lecz pozwoliła na dłuższe przebazowania. Cztery tak wyposażone samoloty 23. Dywizjonu przeleciały w 1960 roku z samolotem tankującym Vickers Valiant do Singapuru.
Od początku lat 60. na uzbrojenie samolotów weszły pociski kierowane Firestreak, jednakże w tym samym czasie rozpoczęło się zastępowanie Javelinów przez nowe jednomiejscowe ponaddźwiękowe myśliwce English Electric Lightning. Do października 1964 roku wycofano je z dywizjonów bazujących w Wielkiej Brytanii (ostatni – 23. Dywizjon RAF), do lutego 1966 roku z Niemiec (ostatni – 11. Dywizjon w Geilenkirchen).
Dłużej Javeliny zatrzymał 29. Dywizjon RAF stacjonujący na Cyprze, gdzie zapobiegały naruszaniu przestrzeni powietrznej przez prowokujące Brytyjczyków samoloty tureckie i egipskie. W listopadzie 1965 roku dywizjon został przebazowany do Zambii w celu patrolowania granicy z Rodezją, w której biała mniejszość ogłosiła niepodległość od rządów brytyjskich i obawiano się ataku na Zambię, jednakże nie doszło do konfliktu zbrojnego. W kwietniu 1967 roku Javeliny wycofano i z tego dywizjonu.
Od 1963 roku Javeliny 60. i 64. Dywizjonów RAF operowały w Azji Południowo-Wschodniej w związku z konfrontacją indonezyjsko-malezyjską, patrolując granice Malezji na Borneo oraz przechwytując samoloty naruszające strefę wokół zachodniej Malezji. W związku z ustaniem zagrożenia, w 1967 i 1968 roku rozwiązano te dywizjony, co ostatecznie zakończyło służbę Javelinów w jednostkach bojowych.
Samolot generalnie uważany był za udany i lubiany przez pilotów. Jego osiągi wystarczały do przechwytywania poddźwiękowych bombowców na wysokościach do ok. 13,7 km (45 000 stóp) dla FAW.4 i 15,2 km (50 000 stóp) dla FAW.7. Prędkość maksymalna wszystkich wersji była zbliżona i sięgała 1130–1141 km/h na małej wysokości (Ma 0,92–0,925), 991–1101 km/h na dużej wysokości (Ma 0,93–0,94) i Ma 1,04 w locie nurkowym. Javelin miał jednak ograniczenia eksploatacyjne co do figur pilotażu i dopuszczalnych przeciążeń (zwłaszcza ze zbiornikami pod kadłubem), które zostały przebadane przez pierwsze lata prób i eksploatacji. W pierwszej wersji FAW.1 sterowanie było łatwe tylko przy prędkościach do 834 km/h, natomiast sterowanie przy większych prędkościach poprawiło się w kolejnych wersjach, po wprowadzeniu usterzenia płytowego. Manewrowość była dobra do wysokości 12,1 km (40 000 stóp) (dla wersji FAW.1), a wyżej samolot tracił prędkość w zakrętach i trudniej się rozpędzał. Manewrowość na dużych wysokościach polepszyła się jednak w wersjach z mocniejszymi silnikami, zwłaszcza z dopalaniem (które z powodu ograniczeń pompy paliwa  skutecznie działało jedynie na wysokościach powyżej 3000 m). Szybkość wznoszenia była nieco lepsza, niż w Hawker Hunter. Na 13,7 km (45 000 stóp) samolot wznosił się w 8 minut (FAW.4) do 6,6 minut (FAW.7).
Zaletami samolotu była łatwość lotu na jednym silniku i wyjątkowo skuteczne hamulce aerodynamiczne. Javelin posiadał największą powierzchnię skrzydeł w układzie delty z myśliwców w służbie, przez co miał małe obciążenie powierzchni nośnej. Do operowania samolotu wystarczyły lotniska o długości 1829 m (2000 jardów). Zastosowany gruby profil skrzydła (10% przy kadłubie do 8,9% na końcówce) uniemożliwiał jednak osiąganie prędkości naddźwiękowych w locie poziomym.
Również ujemną cechą był niewielki zasięg radaru AI.17.

## Opis techniczny

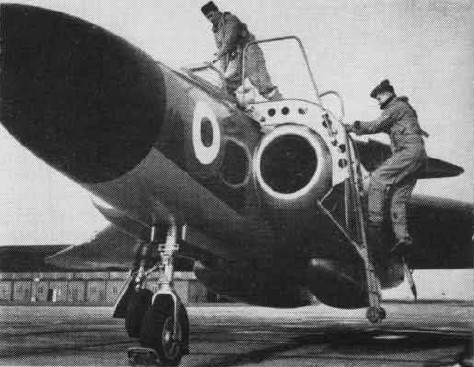
Javelin FAW.9 na postoju

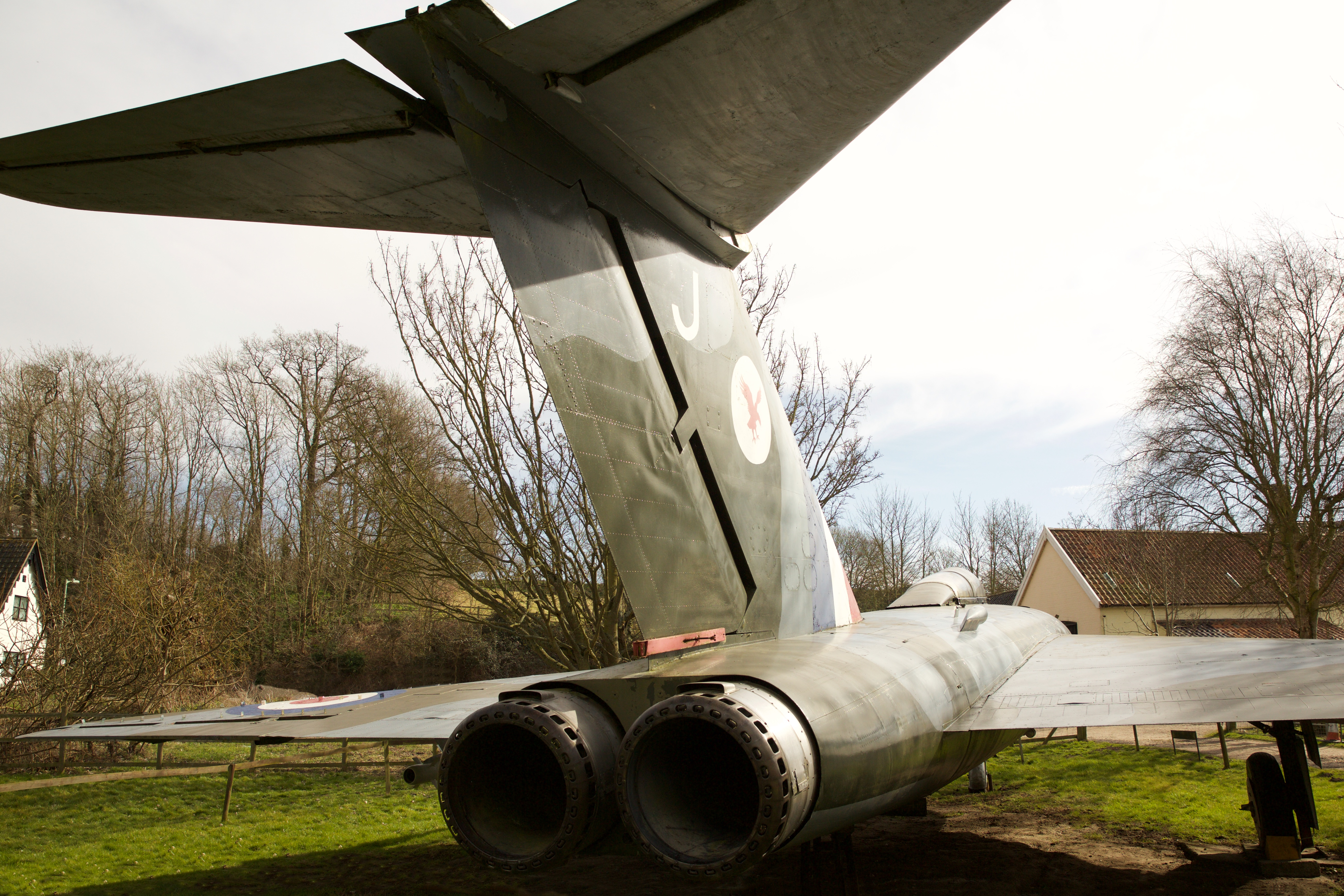
Javelin FAW.9 – dysze silników z dopalaczami

Dwumiejscowy dwusilnikowy odrzutowy myśliwiec przechwytujący, średniopłat o konstrukcji metalowej półskorupowej, z poszyciem metalowym. W konstrukcji wykorzystano głównie stopy aluminium. Kadłub składał się z czterech sekcji. W centralnej części mieściły się obok siebie dwa silniki turboodrzutowe ze sprężarką osiową Armstrong Siddeley Sapphire, z okrągłymi chwytami powietrza po bokach przedniej części kadłuba. Stosowano silniki Sapphire Sa.6 o ciągu 36,9 kN (Mk 1 – 6), Sa.7 o ciągu 48,9 kN (Mk 7) i Sa.7R o ciągu 48,9 kN, z dopalaniem 54,7 kN (Mk.8). 
W nosie kadłuba umieszczony był radar AI.Mk.17 lub AI.Mk.22 pod opływową spiczastą osłoną (czarnego koloru). Kabina dwuosobowa: pilot i operator radaru, w układzie jeden za drugim (tandem), wyposażona w fotele wyrzucane Martin-Baker. Przeszklona osłona kabiny składała się ze stałego trzyczęściowego wiatrochronu, stałej sekcji między fotelami i dwóch odsuwanych do tyłu osłon nad fotelami załogi. Konstrukcja kabiny wersji treningowej T.3 była nieco inna, także z fotelami w układzie tandem, i wersja ta nie miała radaru.
Skrzydło samolotu w kształcie delty, z lekko załamaną do wewnątrz krawędzią natarcia (wprowadzoną od czwartego prototypu) – skos w pobliżu kadłuba wynosił 39,5°, a na częściach zewnętrznych 33,8°. Skrzydło konstrukcji jednodźwigarowej miało gruby profil RAE.101. Hamulce aerodynamiczne na dolnej i górnej powierzchni skrzydeł. Klapy szczelinowe na dolnej powierzchni skrzydeł, przed hamulcami. Klapy i hamulce aerodynamiczne uruchamiane hydraulicznie. Lotki wychylane za pomocą napędu.
Usterzenie w układzie T – ukośny statecznik poziomy ze sterem wysokości znajdował się na szczycie statecznika pionowego. Sylwetka samolotu wyróżniała się szerokim skośnym statecznikiem pionowym o dużej powierzchni (skos przedniej krawędzi 47,6° i tylnej 42,8°). Początkowo ster wysokości tworzyły lotki ze wspomaganym hydraulicznie wychylaniem, od wersji Mk 4 zastosowano ster płytowy z napędem elektrycznym (lotki pozostały jako wyważenie).
Podwozie trójpodporowe, z pojedynczymi kołami. Podwozie główne wciągane hydraulicznie do skrzydeł w kierunku do osi kadłuba, podwozie przednie wciągane do tyłu, pod kabinę pilota. 
Zbiorniki paliwa w skrzydłach (po pięć w każdym) i przedniej części kadłuba (dwa). Stosowano dwa podkadłubowe podłużne zbiorniki konforemne o pojemności po 1137 l (250 galonów), a od wersji Mk 7 można było używać zamiast podwieszonego uzbrojenia czterech zbiorników po 455 l (100 gal). Wersja T.3 miała dodatkowo dwa zbiorniki po 227 l (50 gal) w kadłubie.
Uzbrojenie stałe stanowiły cztery działka automatyczne kalibru 30 mm ADEN, zabudowane w rzadko spotykanej już wówczas konfiguracji w skrzydłach. Po dwa działka były zamontowane w każdym skrzydle obok siebie, na zewnątrz podwozia, aczkolwiek na samolotach operujących w Europie zwykle demontowano po jednym działku. Od wersji Mk 7 samoloty przenosiły cztery kierowane pociski rakietowe bliskiego zasięgu Firestreak na czterech pylonach podskrzydłowych (można było przenosić dwa pociski i dwa zbiorniki paliwa).

## Lista wersji
- Javelin FAW Mk 1 – myśliwiec przechwytujący z 1954 roku (40 sztuk), silniki Sapphire Sa.6 (36,9 kN), radar AI.17
- Javelin FAW Mk 2 – myśliwiec przechwytujący z 1955 roku (30 sztuk), silniki Sapphire Sa.6, radar AI.22
- Javelin T Mk 3 – myśliwiec treningowy z 1956 roku (22 sztuki), silniki Sapphire Sa.6
- Javelin FAW Mk 4 – myśliwiec przechwytujący z 1955 roku (50 sztuk), silniki Sapphire Sa.6, radar AI.17, wprowadzono usterzenie płytowe
- Javelin FAW Mk 5 – myśliwiec przechwytujący z 1956 roku (64 sztuki), silniki Sapphire Sa.6, radar AI.17, wprowadzono zwiększone zbiorniki paliwa
- Javelin FAW Mk 6 – myśliwiec przechwytujący z 1957 roku (33 sztuki), silniki Sapphire Sa.6, radar AI.22
- Javelin FAW Mk 7 – myśliwiec przechwytujący z 1956 roku (142 sztuki), silniki Sapphire Sa.7 (48,9 kN), radar AI.17, wprowadzono pociski Firestreak
- Javelin FAW Mk 8 – myśliwiec przechwytujący z 1958 roku (47 sztuk), silniki Sapphire Sa.7R (54,7 kN), radar AI.22
- Javelin FAW Mk 9 – myśliwiec przechwytujący z 1959 roku (116 przebudowano z Mk 7), silniki Sapphire Sa.7R z dopalaniem, radar AI.17